# Харламівська соляна копальня
Харламівська соляна копальня — історична соляна шахта, одна з перших та найбільших у Донбасі соледобувних шахт. Розташована на землях дворянина Глевтієнка С. М. та Іллінівської волості біля станції Кудрявка на правому березі річки Бахмутка (зараз територія м. Соледар).

## Історія
Закладена у 1882 році Товариством для розробки кам'яної солі і вугілля в Південній Росії.
Будівництво шахти закінчено у 1885 році. Проходка шахти велася італійцями та бельгійцями фахівцями.
У перші роки роботи шахти навколо неї виникло шахтарське селище — Харламівка. На шахті працювали і мешканці навколишніх сіл. У 1895 році у селищі побудували церкву Вознесіння.
На Шевченківській копальні у 1924 році для малограмотних робітників була відкрита вечірня школа.

## Характеристика шахти та технологія видобутку солі
Шахта мала два стовбура — головний (глибиною 170 м) та вентиляційний (глибиною 90 м).
Для видобутку солі застосовувався камерний метод із залишенням ціликів соляного шару. Розроблявся Брянцевський шар солі. Камери мали ширину до 17 м, висоту 22–33 м, довжину 200—600 м з шириною ціликів до 12 м. У 1891—1895 роках діяв і солевиварний завод, його виробництво становило до 450 тис. пудів на рік.
За обсягом видобутку копальня поступалася лише Брянцевській соляній шахті. У 1903 році було видобуто найбільше — 7505 тис. пудів кам'яної солі, у 1913 — 5930 тис. пудів. На копальні працювало 88 гірників та 159 допоміжних робітників.
У 1916—1921 роки копальня була затоплена, а з 1922 року запрацювала як рудник ім. Т. Г. Шевченка.
У 1923 році у шахтарському селищі проживало 440 чоловіки та 473 жінки.
У 20-ті роки XX ст. копальня ім. Т. Г. Шевченка разом з Брянцевським рудником подовжували видобувати сіль. Електропостачання гірничого підприємства здійснювалося від підстанції Новий Карфаген електростанції заводу Донсода, для чого була обладнана знижуюча підстанція, встановлені два трансформатори. Усі парові машини, окрім підйомної, замінені електродвигунами (солемлин, динамо).
З початком Великої Вітчизняної війни шахту затопили. Внаслідок чого тут утворилися три, а потім сім провалин, заповнених розсолом. Після Великої Вітчизняної війни діяльність шахти не була відновлена, територія стала неофіційною зоною відпочинку. Певний час над водою однієї з провалин було видно верхівку похиленого копра шахти. Нещодавно тут утворилася ще одна провалина. Територія є зараз небезпечною і огороджена.